# Isojoki
Isojoki (Storå trong tiếng Thụy Điển) là một đô thị của Phần Lan.
Vị trí ở tỉnh Tây Phần Lan trong vùng Nam Ostrobothnia. Đô thị này có dân số 2.545 người (2006) và diện tích 647,46 km² trong đó có 4,81 km² là diện tích mặt nước. Mật độ dân số là 4.0 người trên mỗi km². Đồi cao nhất Nam Phần Lan nằm ở đây (Lauhanvuori).
Dân đô thị này chỉ sử dụng tiếng Phần Lan